# Lamiopsis temmincki
Lamiopsis temmincki és una espècie de peix de la família dels carcarínids i de l'ordre dels carcariniformes.

## Morfologia
Els mascles poden assolir els 170 cm de longitud total.

## Distribució geogràfica
Es troba des del Pakistan fins a Tailàndia, Xina i Indonèsia.